# Perfect Girl Tour 2007
Perfect Girl Tour 2007 est une tournée de Kim Wilde ayant eu lieu entre février et novembre 2007.

## Dates et lieux
- 20 février 2007, La Cigale, Paris (France)
- 21 février 2007, Ancienne Belgique, Brussels (Belgique)
- 22 février 2007, Paradiso, Amsterdam (Pays Bas)
- 25 février 2007, Vega, Copenhagen (Danemark)
- 4 mars 2007, Georg Elser Halle, München (Allemagne)
- 5 mars 2007, Live Music Hall, Köln (Allemagne)
- 6 mars 2007, Grosse Freiheit 36, Hamburg (Allemagne)
- 7 mars 2007, Kulturbrauerei, Berlin (Allemagne)
- 11 mars 2007, Den Atelier, Luxembourg
- 23 mars 2007, Steel Arena, Kosice (Slovaquie)
- 31 octobre 2007, Arena Hohenlohe, Crailsheim/Ilshofen (Allemagne)
- 2 novembre 2007, Residenz Stadthalle, Höxter (Allemagne)
- 3 novembre 2007, Pier 15 & Purobeach, Dresden (Allemagne)
- 4 novembre 2007, Tollhaus, Karlsruhe (Allemagne)
- 5 novembre 2007, LKA Longhorn, Stuttgart (Allemagne)
- 8 novembre 2007, Live Club Barmen, Wuppertal (Allemagne)
- 9 novembre 2007, Baldenauhalle, Morbach (Allemagne)
- 10 novembre 2007, Zeche, Bochum (Allemagne)
- 11 novembre 2007, Aladin, Bremen (Allemagne)
- 12 novembre 2007, Kongresssaal, Osnabrück (Allemagne)
- 14 novembre 2007, Tivoli, Utrecht (Pays Bas)
- 15 novembre 2007, Oosterpoort, Groningen (Pays Bas)

## Setlist
- I fly
- Chequered love
- Stone
- Baby obey me
- View from a bridge
- You'll never be so wrong
- Together we belong
- Never trust a stranger
- Tuning in turning on
- Perfect girl
- Someday
- Birthday song
- Game over
- Enjoy the silence
- Four letter word
- You keep me hangin' on
- Chasing cars
- Cambodia
- You came
- Kids in America